# 2008年MTV電影大獎
2008年MTV電影大獎是第17屆MTV電影大獎，在6月1日舉行。地點為加州環球市吉布森劇院（Gibson Amphitheatre）。本屆典禮主持人為麥克·邁爾斯

## 表演者
- 酷玩樂團
- 小野貓
- 克里斯小子
- 亞瑟小子
- 亞當·山德勒

## 頒獎名單
| 頒獎人                                                      | 獎項             |
| ----------------------------------------------------------- | ---------------- |
| 班·史提勒 傑克·布萊克 小勞勃·道尼                           | 頒發最佳影片     |
| 史提夫·卡爾 安妮·海瑟薇 巨石強森                            | 頒發最佳喜劇演出 |
| 湯姆·克魯斯                                                 | 頒發世代獎       |
| 安娜·法瑞絲 凱薩琳·麥菲 艾瑪·史東 露瑪·威利（Rumer Willis） | 介紹小野貓       |
| 梅根·福克斯 雷恩·威爾森                                     | 頒發最佳接吻     |
| 詹姆斯·法蘭科 塞斯·羅根                                     | 頒發最佳夏季電影 |
| 布蘭登·費雪                                                 | 頒發最佳反派     |
| 莎拉·潔西卡·帕克 珍妮佛·哈德森                              | 頒發最佳男演員   |
| 琳賽·蘿涵 威勒·特耶 吹牛老爹                                | 頒發最佳突破演出 |
| 丹尼·麥布萊 威爾·法洛                                       | 頒發最佳打鬥     |
| 威爾·史密斯 莎莉·賽隆 傑森·貝特曼                           | 頒發最佳女演員   |
| 麗芙·泰勒 愛德華·諾頓                                       | 介紹酷玩樂團     |

## 得獎及入圍名單
得獎人以粗體表示

### 最佳影片
- 《變形金剛》
- 《男孩我最壞》
- 《鴻孕當頭》
- 《國家寶藏：古籍秘辛》
- 《神鬼奇航3：世界的盡頭》
- 《我是傳奇》

### 最佳男演員
- 威爾·史密斯《我是傳奇》
- 麥可·塞拉（Michael Cera）《鴻孕當頭》
- 麥特·戴蒙《神鬼認證：最後通牒》
- 西亞·李畢福《變形金剛》
- 丹佐·華盛頓《美國黑幫》

### 最佳女演員
- 艾倫·佩姬《鴻孕當頭》
- 艾美·亞當斯《曼哈頓奇緣》
- 潔西卡·貝兒《當我們〝假ㄍㄟˋ〞在一起》
- 凱瑟琳·海格《好孕臨門》
- 綺拉·奈特莉《神鬼奇航3：世界的盡頭》

### 最佳突破演出
- 柴克·艾弗隆《髮膠明星夢》
- 妮姬·布朗斯基（Nikki Blonsky）《髮膠明星夢》
- 梅根·福克斯《變形金剛》
- 克里斯小子《今年聖誕》
- 麥可·塞拉《男孩我最壞》
- 喬納·希爾《男孩我最壞》
- Christopher Mintz-Plasse（英语：Christopher Mintz-Plasse）《男孩我最壞》
- 塞斯·羅根《好孕臨門》

### 最佳喜劇演出
- 強尼·戴普《神鬼奇航3：世界的盡頭》
- 艾美·亞當斯《曼哈頓奇緣》
- 喬納·希爾《男孩我最壞》
- 塞斯·羅根《好孕臨門》
- 亞當·山德勒《當我們〝假ㄍㄟˋ〞在一起》

### 最佳接吻
- 羅伯·霍夫曼（Robert Hoffman）與布莉安娜·艾維根（Briana Evigan）《舞力全開》
- 艾美·亞當斯與派屈克·丹普西《曼哈頓奇緣》
- 西亞·李畢福與莎拉·蘿瑪（英语：Sarah Roemer）《恐怖社區》
- 艾倫·佩姬與麥可·塞拉《鴻孕當頭》
- 丹尼爾·雷德克里夫與梁佩詩《哈利波特：鳳凰會的密令》

### 最佳反派
- 強尼·戴普《瘋狂理髮師：倫敦首席惡魔剃刀手》
- 哈維爾·巴登《險路勿近》
- 陶佛·葛瑞斯《蜘蛛人3》
- 安潔莉娜·裘莉《貝武夫：北海的詛咒》
- 丹佐·華盛頓《美國黑幫》

### 最佳打鬥
- 西恩·法瑞斯 vs. 凱姆·吉甘特《永不退縮（英语：Never Back Down）》
- "Alien" vs. "Predator"《異形戰場：適者生存》
- 海登·克里斯唐森 vs. 傑米·貝爾《移動世界》
- 麥特·戴蒙 vs. Joey Ansah《神鬼認證：最後通牒》
- 陶比·麥奎爾 vs. 詹姆斯·法蘭科《蜘蛛人3》
- 克里斯·塔克 & 成龍 vs. 孫明明《尖峰時刻3：巴黎打通關》

### 最佳夏季電影
- 《鋼鐵人》
- 《印地安納瓊斯：水晶骷髏王國》
- 《納尼亞傳奇：賈思潘王子》
- 《慾望城市》
- 《駭速快手》

### 生涯成就獎
- 亞當·山德勒

## 外部連結
- MTV電影大獎官方網站（页面存档备份，存于）